# ادال
ادال در سومالی است که در middle shebelle واقع شده‌است.

## خصوصیات
ادال ۱۱٬۶۰۰ نفر جمعیت دارد.